# Torfowiec bałtycki
Torfowiec bałtycki (Sphagnum balticum (Russow) C.E.O. Jensen) – gatunek mchu z rodziny torfowcowatych (Sphagnaceae). Występuje w Europie, Azji i Ameryce Północnej.

## Rozmieszczenie geograficzne
W Europie występuje głównie w północnej i północno-wschodniej jej części, przy czym jest rzadki na obszarach z klimatem wysoce oceanicznym. Obecny w strefie arktycznej – na północnych krańcach kontynentalnych Norwegii i Rosji, a także na Svalbardzie i Nowej Ziemi. W strefie borealnej od Islandii na zachodzie przez Półwysep Fennoskandzki po Ural na wschodzie. Tam również rośnie w górach ponad granicą drzew. W strefie klimatu umiarkowanego typowego spotykany od Wielkiej Brytanii na zachodzie, gdzie jest rzadki (nienotowany w Irlandii i Irlandii Północnej), rzadki i rozproszony również we Francji i Holandii, po słowackie Karpaty na wschodzie. Bardzo rzadki w szwajcarskich Alpach. Znany także z krajów bałtyckich, Białorusi i Ukrainy. W strefie okołośródziemnomorskiej obecny nielicznie w Górach Dynarskich na terenie Chorwacji, w Rumunii oraz Gruzji. Nie jest znany ze strefy klimatu śródziemnomorskiego.
W Polsce występuje dość rzadko, głównie w zachodniej i północnej części kraju – na wybrzeżu i w pasie pojezierzy. Najwyżej położone stanowisko znajduje się w Karkonoszach na wysokości 1430 m n.p.m. Znany między innymi z rezerwatów przyrody „Bagno Kusowo” i „Jezioro Cęgi Małe”.

## Morfologia i anatomia
PokrójTorfowiec drobny i smukły, tworzący luźne i miękkie darnie, w kolorze od żółtobrązowego poprzez brązowy z białowobrązowym odcieniem do ciemnobrązowego, w miejscach cienistych może być zielony. W pokroju może przypominać torfowca jednobocznego (S. subsecundum).
GłówkaMała, spłaszczona, o średnicy nie większej niż 1 cm.
ŁodyżkaCienka, do 0,6 mm średnicy. Kora (hialoderma) dobrze wykształcona, zbudowana z 2–3 warstw cienkościennych komórek hialinowych (wodnych). Cylinder wewnętrzny (skleroderma) żółtozielony do bladobrązowego. Komórki hialodermy nierówne, o grubych ściankach, pozbawione porów. Łodyżki gałązkowe z wyraźnymi, dużymi, mocno rozdętymi, umieszczonymi w korze komórkami retortowymi z dobrze wykształconą szyjką.
PęczkiZłożone najczęściej z 3, rzadziej 4, dimorficznych gałązek – 2 krótkich, gęsto pokrytych listkami gałązek odstających i zwykle 1 cienkiej gałązki zwisającej, rzadziej 2. Gałązki odstające są krótkie i gęsto pokryte listkami.
Listki łodyżkoweDość duże, osiągające 1,1 mm (1,2 mm) długości, odstające lub wzniesione (tj. nieprzylegające do łodyżki), najczęściej wyraźnie wklęsłe, z dość dobrze widocznym obrzeżeniem, szeroko rozszerzającym się w dolnej części liścia, zmienne w kształcie – trójkątno-jajowate do krótko łopatkowatych, języczkowatych lub owalnych, ze szczytem tępo zaokrąglonym, nieco postrzępionym. Komórki wodne przeważnie pozbawione listewek, z małymi porami.
Listki gałązkoweUłożone w pięciu niewyraźnych rzędach, osiągające do 1,6 mm długości, w kształcie lancetowate lub jajowato-lancetowate i nieznacznie zakrzywione sierpowato, gwałtownie zwężające się w wąski szczyt o zawiniętych brzegach. Komórki wodne wąskie, z licznymi listewkami, w przekroju poprzecznym od strony grzbietowej listka płaskie, od strony brzusznej słabo wypukłe. W komórkach wodnych po stronie grzbietowej zazwyczaj od 1 do 2-3 dużych, okrągłych porów lub drobne pory na szczytach komórek, liczniejsze i większe u nasady liścia i w jego częściach marginalnych, tam również prawdopodobne szeregi porów rzekomych. Po stronie brzusznej średniej wielkości lub duże okrągłe pory bezpierścieniowe, przylegające do kątów komórek. Komórki chlorofilowe owalno-trójkątne lub trójkątne niewielkich rozmiarów, zamknięte od strony brzusznej listka przez komórki wodne.
Gatunki podobnePomimo dość charakterystycznego pokroju rosnący na kępkach może być mylony z brązowymi formami torfowca wąskolistnego (S. angustifolium), lecz ten drugi nigdy nie będzie ciemnobrązowy. Kora łodyżki u S. balticum w przekroju poprzecznym jest wyraźnie zaznaczona, podczas gdy u S. angustifolium jest niewyraźna. Torfowiec bałtycki ma ponadto listki łodyżkowe sztywno odstające od łodyżki. Ciemnobrązowe formy mogą być także mylone z torfowcem brunatnym (S. fuscum), ale ten drugi ma zawsze ciemno zabarwioną łodyżkę – ciemnobrązową bądź czarną.

## Ekologia i biologia
Rośnie na torfowiskach wysokich i przejściowych. Znany również z zabagnionych lasów, stale wilgotnych rowów, ale nieobecny w wodach. Występuje często razem z torfowcem spiczastolistnym (S. cuspidatum), torfowcem Lindberga (S. lindbergii), torfowcem Dusena (S. majus), torfowcem brodawkowatym (S. papillosum), torfowcem brunatnym (S. fuscum) i S. medium.
Aktywność fotosyntetyczna u torfowców sięga zazwyczaj 2–3 cm w głąb darni i uwarunkowana jest jej zwartością. U S. balticum około 40% fotosyntezy odbywa się w listkach gałązek położonych poniżej główki, podczas gdy np. u torfowca brunatnego niemal cała aktywność fotosyntetyczna przebiega w główkach.

## Systematyka i zmienność
Gatunek zaliczany jest do podrodzaju Cuspidata Lindb. Podrodzaj obejmuje przeważnie dużych rozmiarów torfowce hydrofilne o długich łodyżkach, tworzące głębokie i miękkie darnie. W podrodzaju tym najczęściej spotyka się formy zielone i żółtozielone, nieco rzadziej żółte i brunatne, nie występują natomiast formy czerwone.
Rangę odmian nadawano zmienności wynikającej z warunków siedliskowych, w przypadku S. balticum zmienności wielkości: var. delicatulum Warnst. – torfowce drobne związane z suchszymi warunkami siedliskowymi, o drobnych, gęsto ułożonych listkach (do 1 mm długości), jednostronnie skręconych; var. livonicum Russ. – związana z miejscami bardziej wilgotnymi, torfowce większe, gałązki dłuższe, łukowato wygięte, z luźniej rozmieszczonymi listkami; listki gałązkowe do 1,5 mm długości.

## Ochrona
Gatunek jest objęty w Polsce ochroną od 2001 roku. W latach 2001–2004 podlegał ochronie częściowej, w latach 2004–2014 ochronie ścisłej, a od 2014 roku ponownie objęty jest ochroną częściową, na podstawie Rozporządzenia Ministra Środowiska z dnia 9 października 2014 r. w sprawie ochrony gatunkowej roślin.